# Narynqol
Narynqol (kasachisch Нарынқол, russisch Нарынкол Narynkol) ist ein Ort in Kasachstan.

## Geografie
Narynqol liegt im äußersten Südosten Kasachstans etwa vier Kilometer entfernt von der Grenze zur Volksrepublik China. Südlich von Narynqol erhebt sich der Terskej-Alatau, ein Teilgebirge des Tianshan. Nördlich liegt das Ketmen-Gebirge. Narynqol liegt am rechten Ufer des Flusses Bajanköl, der sich aus den Gletschern der Sarydschaskette speist.
Narynqol besitzt ein feuchtes Kontinentalklima, das kalt und gemäßigt ist. Die Jahresdurchschnittstemperatur liegt bei gerade einmal −0,4 °C und mit 703 mm Niederschlag im Jahr ist das Klima in Narynqol sehr feucht. Im Winter ist der Niederschlag gering, so fallen im Januar nur etwas mehr als zehn Millimeter. Im Juli beträgt der Niederschlag hingegen 121 mm. Im Januar beträgt die durchschnittliche Temperatur −13,9 °C, der Juli ist mit 12,3 °C der wärmste Monat des Jahres.

## Bevölkerung
Bei der Volkszählung 1999 hatte Narynqol 8.816 Einwohner. Die Volkszählung 2009 ergab für den Ort eine Einwohnerzahl von 8.008. Bei der letzten Volkszählung 2021 lebten 6.120 Menschen in Narynqol. Die Fortschreibung der Bevölkerungszahl ergab zum 1. Januar 2025 eine Einwohnerzahl von 5.898.
| Einwohnerentwicklung               | Einwohnerentwicklung | Einwohnerentwicklung | Einwohnerentwicklung | Einwohnerentwicklung | Einwohnerentwicklung | Einwohnerentwicklung | Einwohnerentwicklung |
| 1939                               | 1959                 | 1970                 | 1979                 | 1989                 | 1999                 | 2009                 | 2021                 |
| ---------------------------------- | -------------------- | -------------------- | -------------------- | -------------------- | -------------------- | -------------------- | -------------------- |
| 2.154                              | 3.768                | 7.297                | 8.066                | 9.346                | 8.816                | 8.008                | 6.120                |
| Anmerkung: Volkszählungsergebnisse |                      |                      |                      |                      |                      |                      |                      |

## Verkehr
Der Ort ist nur über eine einzige Straße zu erreichen. Diese führt in Richtung Westen bis nach Kegen.